# Krigsåret 1951

## Pågående krig
- Indokinakriget (1946-1954)[1]
  - Franska unionen på ena sidan
  - Vietminh på andra sidan

- Koreakriget (1950-1953)[2]
  - Nordkorea och Kina på ena sidan
  - Sydkorea och FN (Trupp från USA m.fl) på andra sidan

## Händelser
- 4 januari - Kinesiska och nordkoreanska trupper intar Seoul.
- 7 mars - Matthew Ridgway öppnar motoffensiven.
- 14 mars - FN-trupper återtar Seoul.
- 11 april - Truman avskedar MacArthur som befällhavare. Han ersätts av Ridgway.

### Fotnoter
1. ↑  ”Chronological List of All Wars”. Arkiverad från originalet den 9 oktober 2014. https://web.archive.org/web/20141009082543/http://www.correlatesofwar.org/COW2%20Data/WarData_NEW/WarList_NEW.pdf. Läst 29 juni 2011.
2. ↑  ”World Statesmen”. http://www.worldstatesmen.org/WARS.html. Läst 28 juni 2011.